# منظورت چیه؟
«منظورت چیه؟» (به انگلیسی: What Do You Mean?) اولین تک‌آهنگ از آلبوم هدف اثر هنرمند اهل کانادا جاستین بیبر است که در ۲۸ اوت ۲۰۱۵ منتشر شد.
این تک‌آهنگ در چارت‌های، اسکاتلند، ایرلند، نروژ، اسپانیا، دانمارک، فنلاند، سوئد، استرالیا، نیوزلند، اتریش، در رتبه اول و در چارت‌های والونیا، فلاندرز، فرانسه، آلمان، سوئیس، جزو ده ترانه اول قرار گرفت. تک‌آهنگ «منظورت چیه؟» توانست به اولین آهنگ بیبر تبدیل شود که در فهرست ۱۰۰ آهنگ داغ بیلبورد به رتبهٔ یک برسد. به همین دلیل وی توانست رکورد جوان‌ترین هنرمند مرد که توانسته در بیلبود رتبهٔ اول را به‌دست بیاورد را در رکوردهای جهانی گینس به دست بیاورد.